# جان ادواردز
جانی رید "جان" ادواردز (به انگلیسی: Johnny Reid "John" Edwards)، سیاست‌مدار آمریکایی است.
او یک دوره سناتور حزب دموکرات از ایالت کارولینای شمالی در مجلس سنا آمریکا و سپس نامزد حزب دموکرات برای پست معاونت ریاست جمهور در انتخابات ریاست جمهوری ایالات متحده آمریکا در سال ۲۰۰۴ و نامزد ریاست جمهوری ایالات متحده در سال ۲۰۰۸ شد.

## زندگی‌نامه
وی متولد ۱۰ ژوئن، ۱۹۵۳ در سنیکا، کارولینای جنوبی بوده و در ایالت کارولینای شمالی بزرگ شده‌است. ادواردز پیش از انتخاب شدن به عنوان سناتور در سال ۱۹۹۸، سال‌ها به عنوان وکیل دعاوی فعالیت کرده‌است و نام خود را در محافل به عنوان یک وکیل زبردست مطرح کرده بود.
وی دارای مدرک کارشناسی مهندسی نساجی از دانشگاه ایالتی کارولینای شمالی و دکترای حقوق از دانشگاه کارولینای شمالی در چپل هیل می‌باشد.
ادواردز در ژانویه سال ۲۰۰۵ با پایان یافتن دورهٔ اول ۶ سالهٔ نمایندگی در سنا، از مجلس سنا آمریکا اعلام بازنشستگی کرد.
او در ۲۷ دسامبر سال ۲۰۰۶ حضور خود را در انتخابات ریاست جمهوری ایالات متحده در سال ۲۰۰۸ را اعلام کرد.

## ستاد انتخاباتی ۲۰۰۴

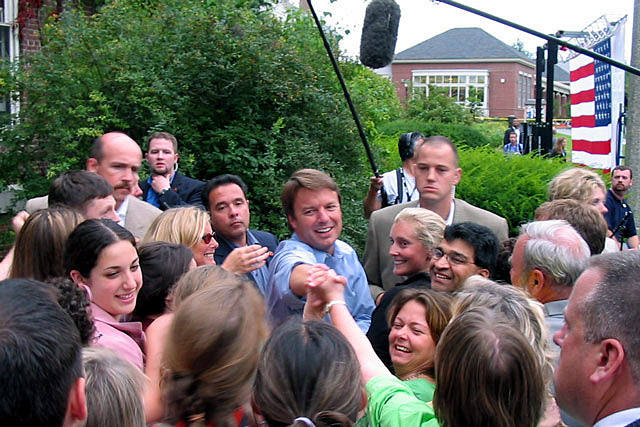

جان ادواردز در فوریه ۲۰۰۳ با ثبت نام در کمیسیون انتخابات آمریکا، ضمن کسب اجازهٔ دریافت کمک‌های مالی رسماً کاندیدای انتخابات ریاست جمهوری آمریکا در سال ۲۰۰۴ شد. در حالی که وی از سال ۲۰۰۱ فعالیت‌های خود را در این زمینه با سخنرانی اش در ایالت آیووا آغاز کرده بود.
در حالی که پیش از شروع انتخابات درون حزبی از وی به عنوان یکی از کم شانس‌ترین شرکت کنندگان نام برده می‌شد، وی در نخستین مرحله از انتخابات درون حزبی در آیووا با کسب ۳۲٪ آرا پس از جان کری و جلوتر از مدعی پیشین هووارد دین در جای دوم ایستاد.
موفقیت‌های وی در انتخابات درون حزبی چنان غافلگیرکننده بود که وی تنها کاندیدایی بود که توانست با حفظ کاندیداتوری خود در سه شنبه بزرگ با جان کری رقابت کند؛ و با شکست سنگین در این مرحله با اعلام حمایت از کری با ۳ پیروزی از انتخابات کنار کشید.
بسیاری از آگاهان سیاسی در آمریکا بر این اعتقاد هستند که حضور وی در انتخابات ۲۰۰۴ تنها پیش زمینهٔ حضور جدی تر وی در انتخابات ۲۰۰۸ بوده‌است.

## ستاد انتخاباتی ۲۰۰۸

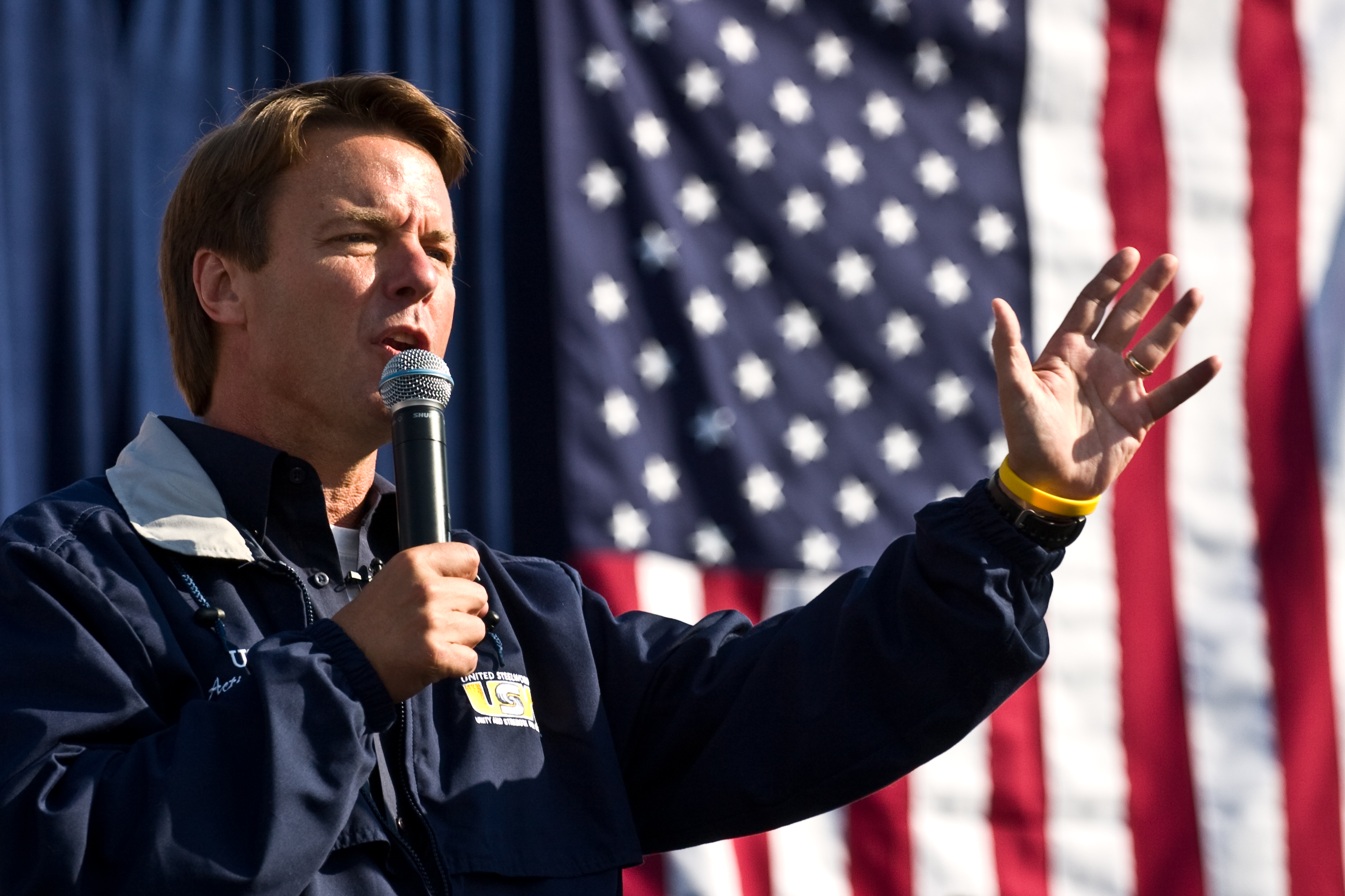

در حالی که بعد از سخنرانی وی در شب انتخابات سال ۲۰۰۴ بسیاری از صاحبنظران آن را زمینهٔ حضور وی در انتخابات بعدی می‌دانستند، او در ۲۷ دسامبر سال ۲۰۰۶ و در شهر سیل زده نیو اورلئان در ایالت لویزیانا نامزدی خود را جهت شرکت در انتخابات ریاست جمهوری سال ۲۰۰۸ اعلام کرد. شعار انتخاباتی او «فردا از امروز آغاز می‌شود» بود. در نهایت او در مراحل اولیه انتخابات مقدماتی پس از چند شکست در ژانویه ۲۰۰۸ از رقابت کنار کشید و در ماه مه پس از انتخابات ویرجینیای غربی از نامزدی باراک اوباما حمایت کرد.

## انتشارات
وی نویسنده دو کتاب به نام‌های چهار دادگاه (Four Trials) نوشته شده در سال ۲۰۰۳ و خانه: طرح کلی زندگی ما (Home: The Blueprints of Our Lives) نوشته شده در سال ۲۰۰۶ است.